# Мугла (вилает)
Мугла (на турски: Muğla, произнася се  Муула) е вилает в югозападна Турция, с главен административен център град Мугла. Областта е вторият най-крупен туристически район в Турция, след Анталия. Бързоразвиващата се инфраструктура, безбройните плажове и заливи на Егейско и Средиземно море (обща брегова линия на областта - 1124 км), двете международни летища, богатото културно наследство, красивите планински райони с водопади, каньони, пещери, разнообразието на флората и фауната, развитата туристическа база и благоприятният климат привличат над 2 млн. туристи годишно.
Някои от големите градове във вилает Мугла са:
- Бодрум
- Датча
- Кьойджеиз
- Мармарис
- Милас
- Мугла
- Ортаджа
- Ула
- Фетхие
- Ятаан

Предполага се, че първите заселници в областта се появяват в началото на бронзовата ера - 3500 г. пр. н.е и се наричали лелеги и лувийци. В античността на територията на тази провинция е била разположена държавата Кария, която граничела с Фригия на изток, Лидия на север и Ликия на югоизток. На територията на тази област се намира древният град Халикарнас (днес Бодрум) с едно от седемте чудеса на света - мавзолеят в Халикарнас.

## Население
Численост на населението според преброяванията през годините:
| Година | Численост |
| 1990   | 562 809   |
| 2000   | 715 328   |
| 2011   | 837 804   |